# Artigisa catenata
Artigisa catenata är en fjärilsart som beskrevs av Moore 1887. Artigisa catenata ingår i släktet Artigisa och familjen nattflyn. Inga underarter finns listade i Catalogue of Life.